# Saint-Saturnin-lès-Avignon
Saint-Saturnin-lès-Avignon é uma comuna francesa na região administrativa da Provença-Alpes-Costa Azul, no departamento de Vaucluse. Estende-se por uma área de 6,25 km². Em 2010 a comuna tinha 4 968 habitantes (densidade: 794,9 hab./km²).